# (3050) Carrera
Pour les articles homonymes, voir Carrera.
(3050) Carrera est un astéroïde de la ceinture principale.

## Description
(3050) Carrera est un astéroïde de la ceinture principale. Il fut découvert le 13 juillet 1972 à Cerro El Roble par Carlos Torres. Il présente une orbite caractérisée par un demi-grand axe de 2,22 UA, une excentricité de 0,19 et une inclinaison de 1,3° par rapport à l'écliptique.

## Compléments